# 모토로라 모토 X
모토로라 모토 X (Motorola Moto X) 모토로라 모빌리티에서 제조/판매하는 안드로이드 스마트폰이다.
2013년 8월 1일에 공개되어, 2013년 8월 23일 출시되었다.

## 역사
- 2013년 8월 1일 : 제품 공개[2][3]
- 2013년 8월 23일 : 제품 출시

## 외형 및 판매 방식
모토 X는 슬로건처럼 홈페이지에서 사용자가 앞면 색상, 뒷면 재질, 뒷면 색상, 버튼 및 카메라링의 색상, 기본 바탕화면, 내부메모리 저장용량등의 옵션을 선택하여 주문해서 미국에서 조립하여 사용자에게 배송되는 방식이다.
이를 통해 모토 X는 자신의 조합방식에 따라 2000개 이상의 다른 디자인을 연출할 수 있다.

### 에지 투 에지 (edge to edge)
모토로라 레이저 M에 처음 탑재되었던 기술을 적용하였다. 엣지투엣지는 모토로라가 레이저 M모델부터 적용한 기술이며 베젤을 없애는 기술, 즉 베젤리스 스마트폰을 만드는 기술이다. 이를 통해 모토 X에는 베젤이 없다.

## 특수 기능

### 음성인식
모토 X는 모토로라 X8 모바일 컴퓨팅 시스템 내부에 따로 음성인식칩이 존재하듯이 음성인식에 초점을두고있기 때문에, 특별히 음성익식기능을 실행할필요없이 평상시에도 사람의 말을 알아들어 목소리만으로 다양한 기능을 실행할 수 있는 음성 인식 기능을 지원한다.

### 퀵 캡처 (Quick Capture)
모토 X는 사진촬영시 스마트폰을 꺼내 애플리케이션실행하여 사진을찍는 방식대신 모토 X를 두 번 흔들면 잠금화면 해제 없이도 바로 카메라 기능이 실행된다.

## 배터리
모토 X의 배터리 용량은 2200mAh 로 작은 편이지만, 배터리는 한번 충전하면 단일 배터리로 24시간동안 쓸 수 있다.

## 운영 체제 / 소프트웨어

### 안드로이드 4.2 젤리빈
안드로이드 OS 4.2.2 젤리빈을 탑재하여 출시했다.

### 안드로이드 4.4 킷캣
2013년 11월 4.4 킷캣으로 업그레이드 되었다.

## 기기 모습

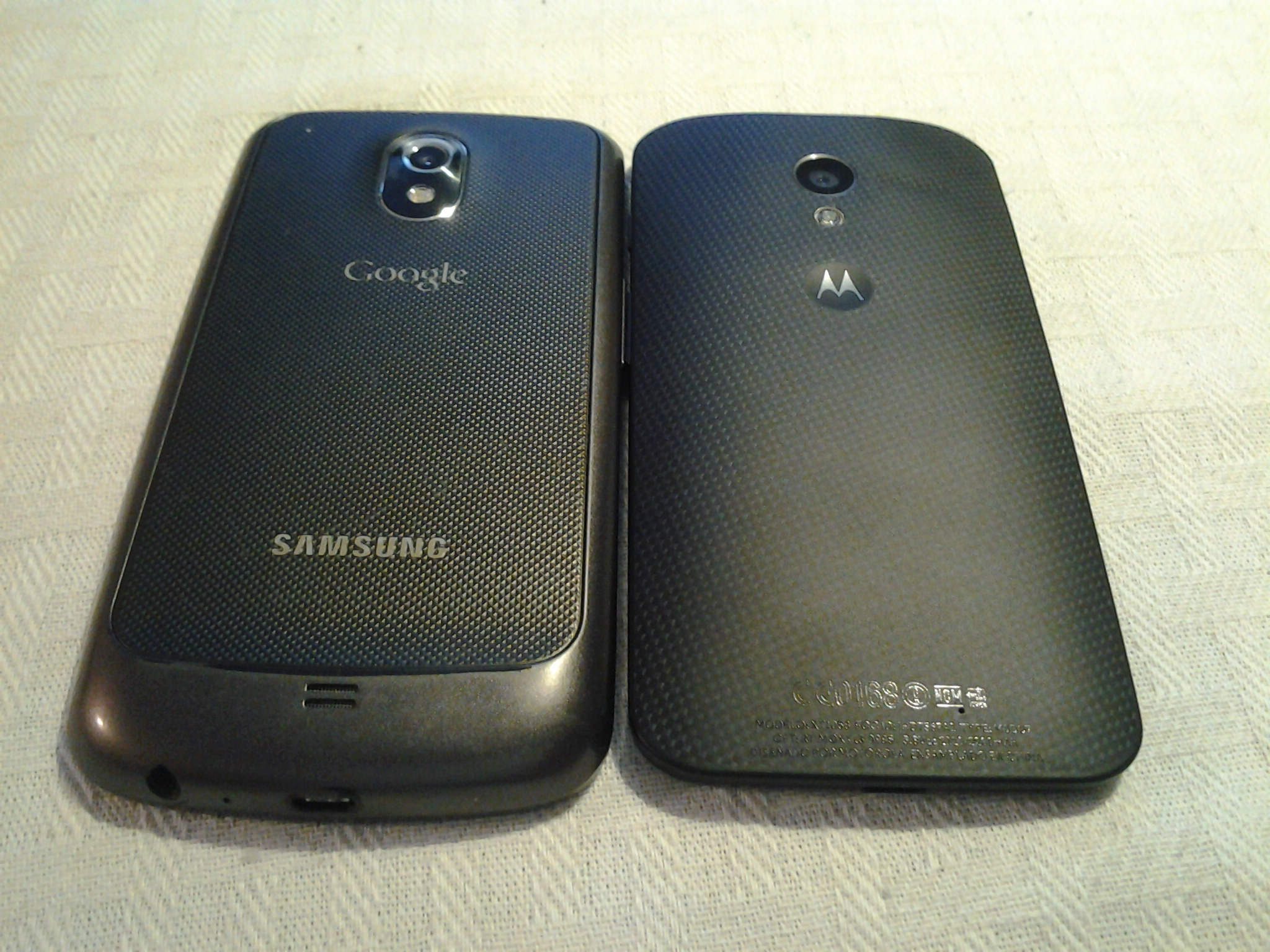
삼성 갤럭시 넥서스와 모토 X의 후면사진

## 변종
모토 X는 3G 혹은 4G 네트워크 지원을 위해 다양한 변종모델을 가진다.
| 모델 넘버 | FCC id    | 이동통신사 (Carriers)                                              | CDMA bands | GSM bands         | UMTS bands             | LTE bands  | 추가 정보                                                                |
| --------- | --------- | ------------------------------------------------------------------ | ---------- | ----------------- | ---------------------- | ---------- | ------------------------------------------------------------------------ |
| XT1053    | IHDT56PA2 | T-모바일 US                                                        | N/A        | 850/900/1800/1900 | 850/900/1700/1900/2100 | 2/4/17     |                                                                          |
| XT1055    | IHDT56PB3 | U.S. 셀룰러                                                        | 800/1900   | 850/900/1800/1900 | 850/900/1900/2100      | 4/5/12     |                                                                          |
| XT1056    | IHDT56PB2 | 스프린트 넥스텔                                                    | 800/1900   | 850/900/1800/1900 | 850/1900/2100          | 25         | GSM/UMTS 통신은 펌웨어 설정에 의해 사용불가다. 또한, SIM카드는 잠겨있다. |
| XT1058    | IHDT56PA1 | AT&T 모빌리티, Rogers, Vivo, Claro (Puerto Rico), Movistar (Chile) | N/A        | 850/900/1800/1900 | 850/900/1900/2100      | 2/4/5/7/17 |                                                                          |
| XT1060    | IHDT56PB1 | 버라이즌 와이어리스                                                | 850/1900   | 850/900/1800/1900 | 850/900/1900/2100      | 4/13       |                                                                          |

## 경쟁 기종
- 소니 엑스페리아 Z 울트라
- LG G2
- 삼성 갤럭시 노트 3
- 소니 엑스페리아 Z1
- 애플 아이폰 5S
- LG G 프로 2
- 베가 시크릿 노트
- 베가 LTE-A
- 베가 시크릿 업
- 삼성 갤럭시 S4 LTE-A
- 삼성 갤럭시 S4

## 같이 보기
- 구글